# كارل هربرت سميث
كارل هربرت سميث (بالإنجليزية: Carl Herbert Smith)‏ هو مهندس وعالم حاسوب أمريكي، ولد في 1950، وتوفي في 2004.